# Tadeusz Kazimierz Walkowski
Tadeusz Kazimierz Walkowski (ur. 6 października 1898 w Gwoźdźcu, zm. 4 stycznia 1983 w Edmonton) – podpułkownik korpusu kontrolerów Wojska Polskiego, działacz emigracyjny.

## Życiorys
Urodził się 6 października 1898 w Gwoźdźcu na Pokuciu. Był wnukiem powstańca styczniowego, Józefa Walkowskiego oraz synem Mieczysława i Marii (jego matka pochodziła ze spolonizowanej rodziny austriackiej Marquart wzgl. Margnart, pracującą w służbie wojskowej i urzędniczej). Jego babka od strony ojca, Albina Skulska, była Ormianką. Miał młodszych braci: Mieczysława, Władysława Antoniego (ur. 1905). Zamieszkiwał w Stanisławowie.
Przed 1914 należał do Drużyn Bartoszowych. Po wybuchu I wojny światowej wyruszył ze Lwowa w szeregach Legionu Wschodniego. Po wojnie, jako były oficer Legionów Polskich został przyjęty do Wojska Polskiego i zatwierdzony w stopniu podporucznika. Uczestniczył w wojnie polsko-bolszewickiej 1920 w szeregach 2 pułku szwoleżerów rokitniańskich. Został awansowany na stopień porucznika kawalerii starszeństwem z dniem 1 czerwca 1919, a następnie na stopień rotmistrza ze starszeństwem z dniem 15 sierpnia 1924. W 1923, 1924 był oficerem 5 pułku ułanów w Ostrołęce. W późniejszych latach 20. oraz 30 był oficerem 14 pułku ułanów jazłowieckich we Lwowie. 12 marca 1933 roku został mianowany majorem ze starszeństwem z dniem 1 stycznia 1933 roku i 6. lokatą w korpusie oficerów kawalerii. W czerwcu tego roku został wyznaczony na stanowisko kwatermistrza 14 puł. We Lwowie ukończył studia w Wyższej Szkole Handlu Zagranicznego. Przed listopadem 1938 roku został przeniesiony do korpusu oficerów kontrolerów.
Po wybuchu II wojny światowej przedostał się przez Rumunię i Francję do Wielkiej Brytanii. Po wojnie początkowo przebywał w Londynie, później wyjechał do Kanady i zamieszkiwał Edmonton w prowincji Alberta wraz z żoną i córką. Tam rozwijał działalność niepodległościową i uczestniczył w polskim życiu emigracyjnym na polu społeczno-politycznym. Był działaczem Stowarzyszenia Polskich Kombatantów, Związku Ziem Wschodnich, Kongresu Polonii Kanadyjskiej Okręgu Alberta, którego był przewodniczącym od 1957 do 1963. Działał także w The Canadian Polish Academic Club (CPAC). Należał do Koła Lwowian i wspierał sprawę polskiego Lwowa. W 1965 został awansowany przez władze RP na uchodźstwie na stopień pułkownika w korpusie kontrolerów. Był inicjatorem powstania Pomnika Katyńskiego w Toronto, odsłoniętego w 1980. Jego Wspomnienia działacza polonijnego zostały wydane w 1979 w publikacji pt. Polish Settlers in Alberta (Polacy w Albercie). Wspomnienia i życiorysy.
Podczas wojny zginął jego brat Władysław (w 1940 zamordowany w Katyniu w ramach zbrodni katyńskiej) oraz dwaj synowie (polegli w akcjach Armii Krajowej). Jego żona i córka były więzione w niemieckich obozach Auschwitz-Birkenau i Bergen-Belsen. W sierpniu 1978 Tadeusz Walkowski wraz z żoną Stanisławą obchodził diamentowy jubileusz 60-lecia małżeństwa. Z tej okazji osobiste życzenia przekazali parze królowa Elżbieta II, papież Paweł VI, premier Kanady Pierre Trudeau, premier prowincji Alberta Peter Lougheed. Na wspomniany jubileusz pułkownik otrzymał dyplom przyznany przez Edmonton Historical Board za zasługi dla społeczeństwa kanadyjskiego i wkład na rzecz miasta Edmonton (wcześniej T. Walkowski przekazał bibliotece Uniwersytetu w Edmonton ponad 2000 tomów dotyczących Polski, w tym Lwowa). Z kolei 10 listopada 1979 otrzymał od premiera prowincji Alberta i ministra ds. kultury dyplom uznania za działalność społeczno-naukową w dziedzinie zbliżenia i lepszego wzajemnego zrozumienia w prowincji Alberta. W późniejszym czasie nadal przekazywał bibliotece dzieła. Zmarł 4 stycznia 1983 w Edmonton.

## Ordery i odznaczenia
- Krzyż Niepodległości (4 lutego 1932)[28]
- Krzyż Kawalerski Orderu Odrodzenia Polski[3]
- Krzyż Walecznych (dwukrotnie: przed 1923)[3]
- Złoty Krzyż Zasługi (11 listopada 1938)[17]
- Srebrny Krzyż Zasługi (10 listopada 1928)[29]
- Złota Odznaka Honorowa Koła Lwowian[3]